# Wojciech Suchocki
Wojciech Suchocki (ur. 1951) – polski historyk sztuki i muzeolog, profesor nauk humanistycznych. Emerytowany profesor w Instytucie Historii Sztuki UAM. W latach 2000–2018 dyrektor Muzeum Narodowego w Poznaniu.

## Życiorys
Doktorat uzyskał w 1982 na podstawie rozprawy „Składniki genetyczne malarstwa Piotra Michałowskiego i osobista synteza jego sztuki. Z zagadnień dialogu obrazów”; habilitował się książką „W miejscu sumienia. Śladem myśli o sztuce Martina Heideggera” w 1996. W latach 2000–2018 był dyrektorem Muzeum Narodowego w Poznaniu. Pod dyrekcją Wojciecha Suchockiego przeprowadzono dwuetapową rewitalizację zespołu pałacowego w Rogalinie oraz rozbudowę, remont i stworzenie nowej ekspozycji w Muzeum Sztuk Użytkowych na Wzgórzu Przemysła. Pełnił też funkcję Przewodniczącego Rady Programowej Narodowego Instytutu Muzealnictwa i Ochrony Zbiorów; członek Poznańskiego Towarzystwa Przyjaciół Nauk i ICOM. Był również prezesem zarządu Fundacji im. Raczyńskich przy Muzeum Narodowym w Poznaniu.

## Odznaczenia
W 2005 odznaczony brązowym, a w 2015 srebrnym Medalem „Zasłużony Kulturze Gloria Artis”. W 2018 otrzymał w imieniu prezydenta RP Andrzeja Dudy Krzyż Oficerski Orderu Odrodzenia Polski.